# تلفس في شتوبايتال

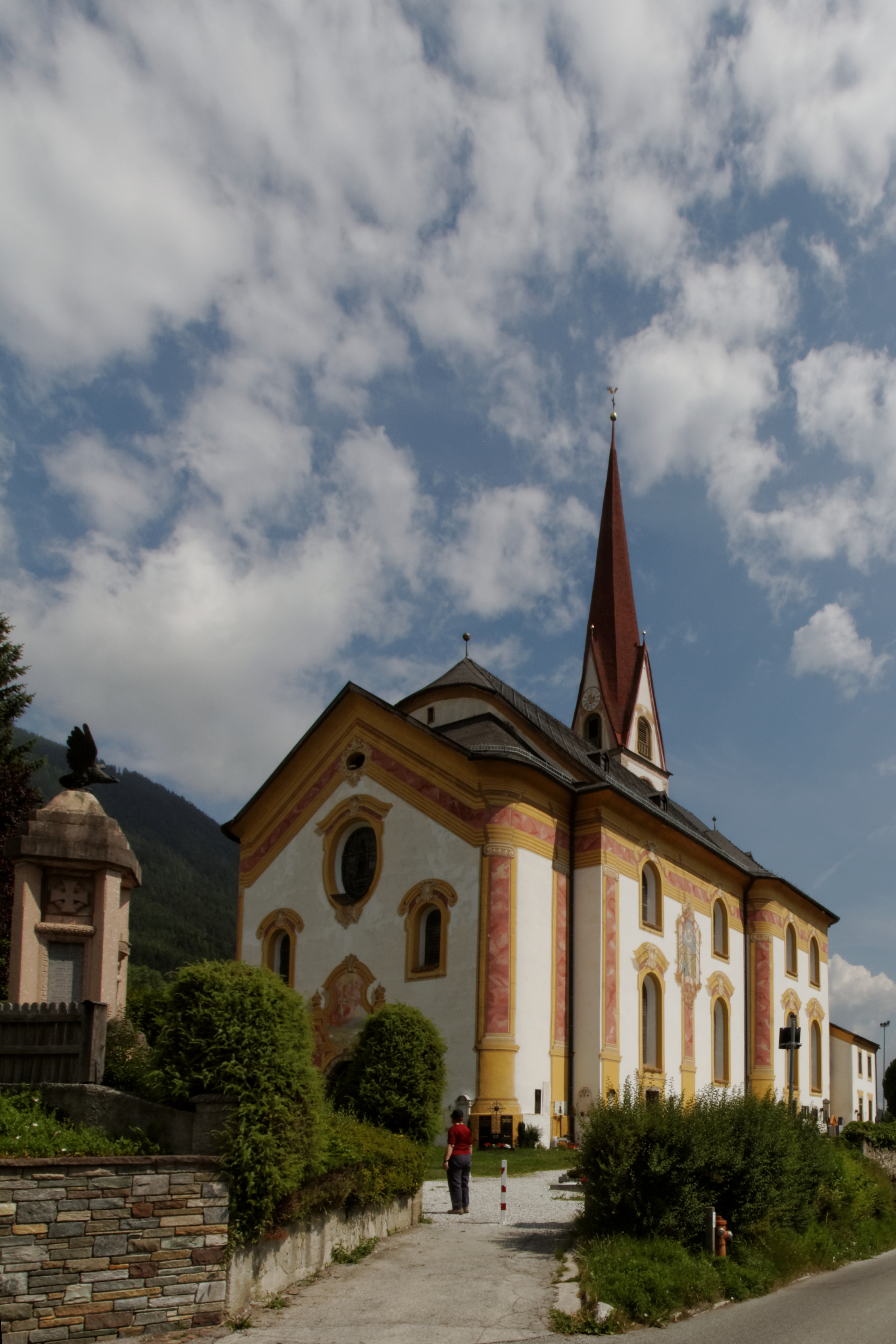
كنيسة القديس بنكراتيوس في تلفس

تلفس (رسميا تلفس في شتوبايتال) هي قرية في منطقة إنسبروك لاند  النمساوية في ولاية تيرول. تقع في وادي شتوبايتال على بعد 11 كم إلى الجنوب من مدينة إنسبروك.
تتكون البلدية من مناطق تلفس، غاغرس, كامبفرس، بولفن و لويمس. مساحة المنطقة 27.83 كم2 تقريبا وتقع على ارتفاع 987 متر فوق مستوى سطح البحر.

## القرى المجاورة
أكسامز، بريغيتس، فولبمس، غوتستز، غرينتسنز، ميدرز، موترز، نويشتيفت في شتوبايتال، شونبرغ في شتوبايتال.

## الشخصيات
- أندرياس كوفلر قافز التزلج النمساوي

## السياسة
- العمدة الحالي: بيتر لانتالر
- نائبه: جورج فيرتلر

## وصلات خارجية
- صفحة تلفس (بالألمانية)